# Codice visigoto

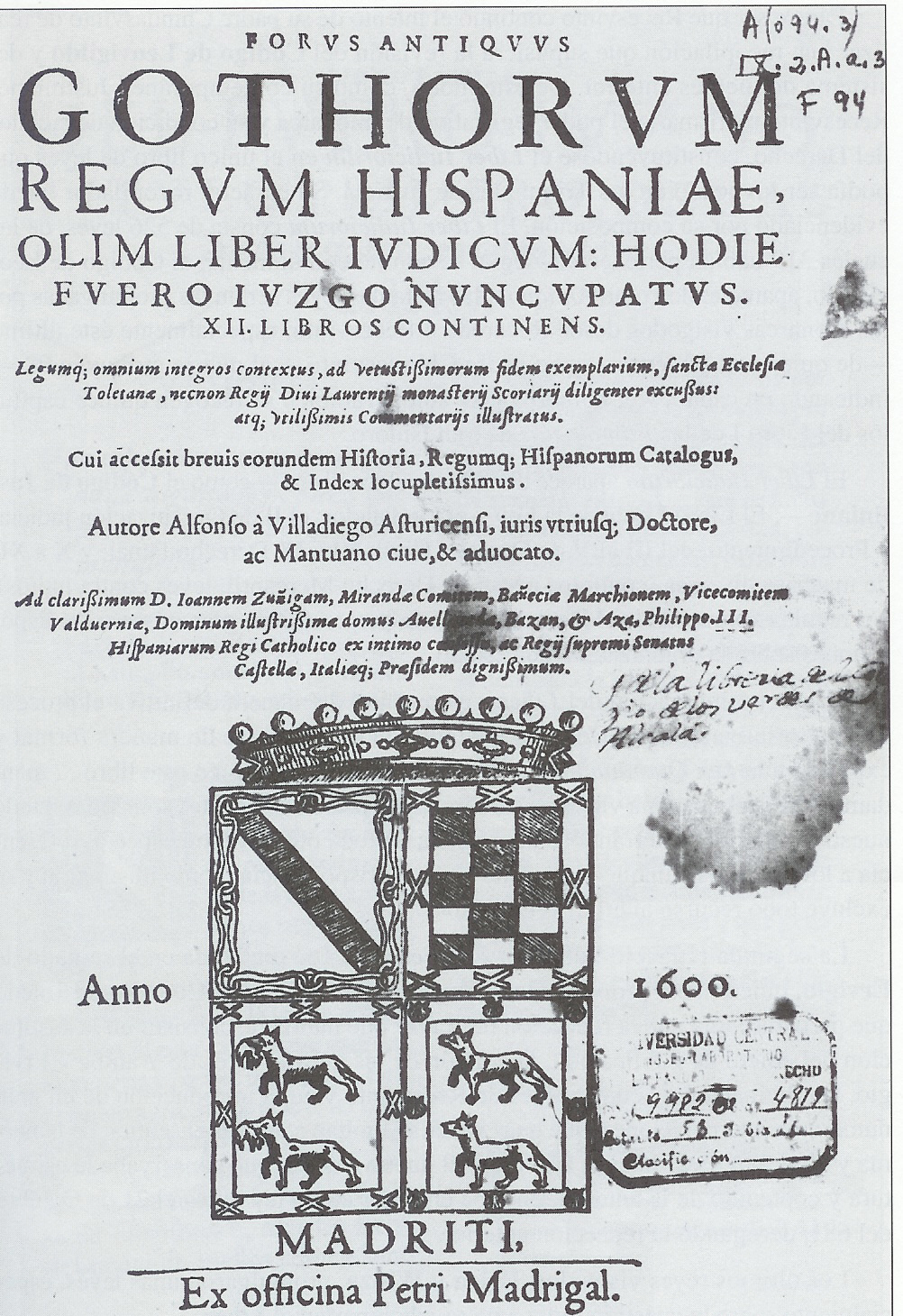
Copertina di un'edizione del Liber Judiciorum del 1600

Il Codice visigoto (in latino: Forum Iudicum o Liber Judiciorum; in spagnolo: Libro de los Juicios) contiene un insieme di leggi promulgate dal re visigoto di Hispania, Chindasvindo, durante il suo secondo anno (642/643).

## Descrizione
L'insieme delle leggi venne ampliato dalle legislazioni di Reccesvindo (motivo per cui viene chiamato anche Codice di Reccesvindo), Vamba, Ervige, Egica e forse Witiza. Nel 654 Reccesvindo promulgò nuovamente il codice dopo l'opera di progettazione di Braulione di Saragozza, dal momento che il codice originale di Chindasvindo era stato redatto e promulgato in fretta.
Esso, spesso erroneamente denominato Lex Visigothorum, legge dei Visigoti, abolì l'antica tradizione che portava ad applicare diritti diversi per Romani e Visigoti: tutti i sudditi del regno avrebbero smesso di essere romani e goti per diventare hispani. In questo modo tutti i cittadini sarebbero sottostati alla stessa giurisdizione, eliminando la provenienza di stirpe (sotto la forma delle professiones legis) dal processo.
Queste leggi rimasero in vigore per molto tempo: nella Galizia del X secolo i monaci fanno riferimento al Codice. Le leggi governano e sanzionano la vita familiare e, per estensione, la vita politica (il matrimonio, la successione, i diritti di vedove ed orfani). In particolare, le donne potevano ereditare terre e titoli e gestirli in maniera indipendente dai propri mariti o parenti maschi, disporre della proprietà nelle ultime volontà nel caso non avessero eredi, e rappresentare se stesse e produrre testimonianza durante i processi (dai 14 anni in poi) e decidere riguardo al proprio matrimonio (dai 20 anni in poi).
Le leggi si combinano col diritto canonico della Chiesa cattolica, e presentano un'impostazione fortemente teocratica.
Si sa che il codice è stato conservato dai Mori: ai Cristiani era infatti permesso l'uso del proprio diritto, ove esso non confliggesse con quello dei conquistatori, dietro pagamento regolare di tributi. Si può quindi presumere che venisse riconosciuta l'autorità legale dei magistrati cristiani anche durante il controllo musulmano della penisola iberica. Quando Ferdinando III di Castiglia riconquistò Cordova nel XIII secolo, ordinò che il codice venisse adottato ed osservato dagli abitanti della città, ottenendone la traduzione (per quanto inaccurata) in castigliano, sotto il nome di Fuero Juzgo. La traduzione in catalano del documento è il più antico testo conosciuto in quella lingua.

## Contenuti
La seguente lista elenca libri e titoli del Codice visigoto:
- Libro I: Sulle agenzie legali
  - Titolo I: Il legislatore
  - Titolo II: La legge
- Libro II: Su come si conducono le cause
  - Titolo I: Sui giudici, e gli argomenti da dibattere presso la Corte
  - Titolo II: Sulle cause
  - Titolo III: Su costituenti e commissioni
  - Titolo IV: Su testimoni e prove
  - Titolo V: Su validità ed invalidità dei documenti e su come debbano essere compilati
- Libro III: Sul matrimonio
  - Titolo I: Sui contratti naturali
  - Titolo II: Sui matrimoni nulli
  - Titolo III: Sugli stupri delle vergini, o delle vedove
  - Titolo IV: Sull'adulterio
  - Titolo V: Sull'incesto, apostasia e sodomia.
  - Titolo VI: Sul divorzio, e la separazione di persone che sono state tradite
- Libro IV: Sulla genealogia naturale
  - Titolo I: Sui gradi di parentela
  - Titolo II: Sulle leggi di successione
  - Titolo III: Sui figli ed i loro guardiani
  - Titolo IV: Sui trovatelli
  - Titolo V: Sui beni conferiti per legge di natura
- Libro V: Sugli scambi commerciali
  - Titolo I: Affari ecclesiastici
  - Titolo II: Sulle donazioni in generale
  - Titolo III: Sui regali dei mecenati
  - Titolo IV: Sugli scambi e le vendite
  - Titolo V: Sulle proprietà impegnate presso, o prestate a, altre persone
  - Titolo VI: Su pegni e debiti
  - Titolo VII: Sulla liberazione degli schiavi, e gli uomini liberi
- Libro VI: Su crimini e torture
  - Titolo I: Sugli accusatori di criminali
  - Titolo II: Sui criminali ed i loro mandanti, e sugli avvelenatori
  - Titolo III: Sull'aborto
  - Titolo IV: Sulle ferite, e mutilazioni, inflitte ad un uomo
  - Titolo V: Sull'omicidio
- Libro VII: Su furto e frode
  - Titolo I: Sugli informatori del furto
  - Titolo II: Su ladri e proprietà rubate
  - Titolo III: Sui rapitori di schiavi
  - Titolo IV: Sulle contraffazioni di documenti
  - Titolo V: Sulle contraffazioni di documenti
  - Titolo VI: Sulla contraffazione di metalli
- Libro VIII: Su atti di violenza e ferite
  - Titolo I: Su attacchi, e saccheggio della proprietà
  - Titolo II: Su piromani ed incendiari
  - Titolo III: Sui danni ad alberi, giardini, campi di raccolti di altro tipo
  - Titolo IV: Sulle ferite agli animali, ed altre proprietà
  - Titolo V: Sul pascolo di maiali e sugli animali randagi
  - Titolo VI: Sulle api, e sui danni che possono causare
- Libro IX: Su fuggitivi e rifugiati
  - Titolo I: Sui fuggitivi, e coloro che si nascondono, e su chi li aiuta nella fuga
  - Titolo II: Su coloro che si rifiutano di andare in guerra, e sui disertori
  - Titolo III: Su coloro che cercano rifugio in chiesa
- Libro X: Su partizioni, limiti, e confini
  - Titolo I: Su partizioni, e terre cedute con contratto
  - Titolo II: Sulle limitazioni di cinquanta e trenta anni
  - Titolo III: Su confini e pietre miliari
- Libro XI: Sulla malattia e la morte di mercanti venuti da lontano
  - Titolo I: Su medici e persone malate
  - Titolo II: Su coloro che disturbano i sepolcri
  - Titolo III: Sui mercanti che arrivano da oltremare
- Libro XII: Sulla prevenzione di oppressione ufficiale, e l'assoluta estinzione delle sette eretiche
  - Titolo I: Sulla moderazione nelle decisioni giuridiche, e sull'evitare l'oppressione di coloro che hanno il potere dell'autorità
  - Titolo II: Sullo sradicamento degli errori di tutti gli eretici e degli ebrei
  - Titolo III: Sulle nuove leggi contro gli ebrei, in cui le vecchie sono confermate, e nuove sono aggiunte